# Познер, Павел Владимирович
Па́вел Влади́мирович По́знер (19 апреля 1945, Нью-Йорк, штат Нью-Йорк, США — 26 апреля 2016, Москва, Россия) — советский и российский востоковед.
Ведущий научный сотрудник Отдела сравнительного культуроведения Института востоковедения Российской Академии наук (ИВ РАН), Государственный доктор по общественным и гуманитарным наукам (Франция), доктор исторических наук (СССР). Специалист по истории Вьетнама. Младший брат известного журналиста Владимира Познера.

## Биография
Родился в семье российского еврея-эмигранта Владимира Александровича Познера (1908—1975) и француженки-католички Жеральдин Люттен (1910—1985), бежавших в США из оккупированной фашистами Франции. Младший брат известного журналиста Владимира Владимировича Познера. Его дед, Александр Вульфович (Владимирович) Познер (1875, Минск — после 1941), был основателем товарищества «Григорий Вейнберг и Александр Познер, инженеры» в Санкт-Петербурге.
В 1949 году семья Познер была вынуждена переехать из США в Берлин (ГДР), во въезде во Францию главе семьи было отказано. Он получил должность в компании «Совэкспортфильм», а в 1950 году — советское гражданство. В 1952 году семья переехала в Советский Союз, в Москву.
Защитил кандидатскую диссертацию (1976). Является автором перевода одного из трёх национальных летописных сводов, на которых основана вьетнамская историография («Одобренное высочайшим повелением всеобщее зерцало вьетской истории, основа и частности»).
Много лет работал в Институте востоковедения АН СССР, в отделе сравнительного культуроведения. После 1991 года оказался вынужден искать дополнительные источники дохода. Вместе с братом открыл в Москве ресторан, названный в честь мамы — «Жеральдин».
В 1993 году в качестве представителя французской фирмы внёс в совместное предприятие «Флакон Москва — Париж» 10 тыс. долларов в уставной капитал совместного предприятия со смешанным капиталом, на территории ныне Дизайн-завода «Флакон». Французская парфюмерная компания «Comptoir de Parfum» (с итальянским капиталом) (парфюмерия не для продаж во Франции). Первые переговоры прошли в январе 1993 года, в августе было учреждено совместное предприятие АОЗТ «Флакон: Москва — Париж», под управление которого перешёл только 1 цех завода АОЗТ «Парфюмфлакон» в качестве взноса в уставной капитал совместного предприятия. Генеральным директором новой компании стал Павел Познер. В 2005 году завод обанкротился.
Владел русским, английским, французским и вьетнамским языками. 
Умер от рака 26 апреля 2016 года на 72-м году жизни в Москве. Похоронен на Ваганьковском кладбище.

## Основные работы
- Познер П. В. Древний Вьетнам: Проблемы летописания. — М.: Наука, ГРВЛ, 1980. — 184 с.
- Познер П. В. История Вьетнама эпохи древности и раннего средневековья до X в. н. э. / Рос. акад. наук, Ин-т востоковедения. — М.: Наука, ГРВЛ, 1994. — 552 с.
- Отражение истории Вьета, основа [и] частности, составленное по велению императора: кн. нач. [и] записи [о] предшествовавших [событиях]: (кн. 1-5) / Пер. и комм. П. В. Познера. — М.: Ин-т востоковедения РАН, 2004. — 1161 с. — ISBN 5-89282-222-2.